# Tiborcz István
Tiborcz István Ferenc  (Szombathely, 1986. június 23. –) magyar üzletember, a BDPST Group tőkebefektető és ingatlanfejlesztő cégcsoport és a Gránit Bank meghatározó tulajdonosa és egy, 2024-ben több mint tíz, magyar és külföldi szállodából álló szállodabirodalom tulajdonosa. Cégei jelen vannak a luxusingatlan-fejlesztésekben, a szállítmányozásban (Waberer’s), a vasbetongyártásban, napelemparkban, a hulladékgazdálkodásban, az informatikában és a szépségiparban is. Orbán Viktor veje. A 100 leggazdagabb 2024 vagyon- és befolyás szerinti rangsorában 100 milliárdos vagyonával Magyarország 19. leggazdagabb és 11. legbefolyásosabb személye. 2024-ben a Forbes becslése alapján mintegy 151,5 milliárd forintos becsült vagyonnal rendelkezett  és az óránkénti bevétele 8,7 millió forint volt.
Tőkebefektetőként a turisztikaiingatlan-fejlesztés és szállodaüzemeltetés, a pénzügyi szolgáltatások, valamint a nemzetközi és belföldi áruszállítás és komplex logisztika szegmenseiben meghatározó. Mészáros Lőrinchez hasonlóan közbeszéd témája, hogy Orbán Viktor 2010-es kormányra kerülését követően, hozzá közel álló személyként, a vejeként tett szert rövid idő alatt hatalmas vagyonra, állami megbízások révén, ami még külföldön is figyelmet keltett. Kormánypárti médiumokban eközben azzal igyekeztek védeni, hogy a házasságkötését megelőző években is több sikeres projektet menedzselt vállalkozóként.
2024-ben került fel a 20 leggazdagabb magyar listájára, rögtön a 15. helyre, mivel egy év alatt megduplázta vagyonát és az elérte a 151,1 milliárd forintot. Ugyanebben az évben a magyar GDP mindössze 0,6%-kal növekedett.
Meggazdagodásával, apósával való pénzügyi kapcsolatával A dinasztia című dokumentumfilm is foglalkozik.

## Családja
Nagyapja dr. Tiborcz Sándor sebész, aki 1929-1975 között dolgozott a szombathelyi Markusovszky Kórházban. Apja Tiborcz Sándor. Testvérei: Tiborcz Péter Sándor és Tiborcz Eszter.
Felesége Orbán Ráhel. 2013. szeptember 6-án tartották a polgári esküvőt a XII. kerületi önkormányzat anyakönyvvezetője előtt. Az egyházi esküvő szeptember 7-én volt a Margit körúti ferences templomban. Gyermekeik: Tiborcz Aliz (2016), Tiborcz Anna Adél (2018), Tiborcz Bertalan (2020).
2021-ben családjával kiköltözött az andalúziai Marbellára, majd 2022-ben visszaköltöztek Magyarországra.

## Életpályája
Családja – akik a helyiek szerint sosem titkolták a Fideszhez való kötődésüket – lovastanyát üzemeltettek a Csabdihoz közeli Tükröspusztán. Tiborcz bátyja, Tiborcz Péter is a Fideszben kezdett politizálni, maga Tiborcz István pedig 27 évesen már az akkor még szintén Fideszközeli Simicska Lajos cégének, a Közgép egyik leányvállalatának, az E-OS Innovatív Energetikai Zrt.-nek igazgatósági tagja volt, mely cég 2010 után szintén megsokszorozta bevételét a kormánymegbízások révén.
2009 tavaszán négy vállalkozást alapított Tiborcz István és barátja, Erdei Bálint: ES Water, ES Gas, ES Audit és ES Light. A négy vállalkozás 2009 őszén beolvadt a 2009 nyarán alapított ES Holding Zrt.-be (az Elios Innovatív Zrt. jogelődjébe). Tiborcz István 2015. április 28-ai hatállyal értékesítette az Elios Innovatív Zrt.-ben levő tulajdonrészét.
2015-ben alapította meg a BDPST Group nevű, tőkebefektetéssel, ingatlanfejlesztéssel és -forgalmazással, valamint szállodaüzemeltetéssel foglalkozó vállalkozását, amelynek azóta is meghatározó tulajdonosa.
A 2022-es évben ő lett a 36. a 100 Leggazdagabb Magyar kiadvány listáján.
Jogi végzettséget szerzett a Károli Gáspár Református Egyetem jogi karán, 2018-ban államvizsgázott.

## BDPST Group
A BDPST Group egy magyarországi tőkebefektető cég, amelynek meghatározó tulajdonosa Tiborcz István.
A vállalatot 2015 augusztusában alapították. A cég tőkebefektetéssel, ingatlanbefektetéssel, műemlék-felújítással, iroda- és szállodafejlesztéssel és -üzemeltetéssel foglalkozik, emellett 2021-ben a pénzügyi, 2022-ben pedig a logisztikai szektorba is belépett. A felújításokon kívül zöldmezős beruházásokat is folytat. Résztulajdonosa többek között a Vörösmarty tér szomszédságában található Mahart–Weber–Münnich-háztömbnek és a Szabadság téren található Adria-palotának, valamint tulajdonában áll a turai Schossberger-kastély, a Szabadság téren található egykori Iberostar hotel épülete, a tarcali Andrássy Kúria, a Mátraházán található Lifestyle Hotel Mátra, a budapesti D8 Hotel és az Andrássy út 43. alatt található épület egy lakásszintje. A BDPST Group 2021 őszén nemzetközi terjeszkedésbe kezdett, a spanyolországi Los Alcazaresben megvásárolt egy tengerparti hotelt, illetve két ausztriai síszállodát, az Alpenblick Hotelt és Relax Hotelt.  A vállalat ingatlanfejlesztéseinek célja, hogy beruházásaik révén megóvják és új funkcióval ruházzák fel a jellemzően műemléki védelem alatt álló épületeket.
A cégcsoport tulajdonosának elmondása szerint a hitelek mellett abból is származik bevételük, hogy korábbi években pénzügyi vagy technikai okokból ellehetetlenült ingatlanfejlesztési projekteket karolnak fel, és értékesítenek tovább új beruházóknak.
A BDPST Zrt. 2018 augusztusában stratégiai befektetőként megvásárolta a Konzum PE Magántőkealap 20,59 százalékos részvénycsomagját az Appeninn Holdingban. Az Appeninnben való részesedését a BDPST Zrt. 2020 májusában értékesítette.
A BDPST Group 2021-ben a pénzügyi szektorba is belépett a Gránit Bank Zrt. 57 százalékos tulajdonrészének megvásárlásával, emellett pedig 2022-ben a BDPST Capital Zrt. üzletrész-adásvételi szerződést írt alá a Diófa Alapkezelőt tulajdonló Tarragona Holding Zrt. megvásárlása tárgyában.
A BDPST Grouphoz tartozó BDPST Equity Zrt. emellett 2022-ben adásvételi szerződést kötött a Waberer’s International Nyrt. 21 százalékos tulajdonrészével bíró MHB Optimum Zrt. megvásárlása céljából, ezzel belépve a logisztikai szektorba.
Egy 2024 végi gyűjtés szerint 30 milliárd forint körüli adóalap-kedvezményt realizált a BDPST Group, miután Varga Mihály pénzügyminiszter nyolc éve, egy adótörvény-módosító csomag részeként tett javaslata révén a hazai vállalkozások a műemlék épületek és a helyi védelem alatt álló ingatlanok felújításánál a beruházási érték kétszeresével csökkenthetik az adóalapjukat. Egy 2017-től hatályos módosítás azt is megengedte, hogy a beruházást végző cég ötéves időszakra nyújthassa el a kedvezmény igénybevételét, ha pedig nincs elég nyeresége, akkor akár tovább is adhassa az adóalap-csökkentés lehetőségét a kapcsolt vállalkozásoknak. A BDPST Group ezeket a jogszabályokat kihasználva tett szert a több tízmilliárdos bevételre, de  társasági adót (tao) ezen időszak alatt alig fizetett be.

## Társadalmi felelősségvállalás
Tiborcz és a tulajdonában álló BDPST Group is aktív társadalmi felelősségvállalási, illetve adományozási tevékenységét folytat, amelynek középpontjában a gyermekek és fiatalok, illetve az ellátásukkal, támogatásukkal, fejlesztésükkel foglalkozó szervezetek és egészségügyi intézmények támogatása áll.
Tiborcz rendszeresen adományoz magánvagyonából. 2021 decemberében kifizette egy koronavírusban elhunyt mórahalmi mentős családjának minden adósságát. Előtte egy négyéves daganatos kisfiú, Hegedűs Marci számára vásárolt meg egy speciális, a gyermek számára épített állítógépet, amely segíti a beteg kisfiú fejlődését és gyógyulását.
A BDPST Group is elsősorban gyermekeket és gyermekekkel foglalkozó szervezeteket támogat. 
Mintegy 34 millió forintos adományt kapott a Bókay Gyermekklinikáért Közhasznú Alapítvány a Tiborcz István meghatározó tulajdonában álló BDPST Group ingatlanfejlesztő társaságtól, amelyből az alapítvány a Semmelweis Egyetem I. sz. Bókay Gyermekklinika számára egy életmentő Extrakorporeális Membrán Oxigenizáció (ECMO - műtüdő) berendezést vásárol. Az adományozásról szóló támogatási szerződést 2019. augusztus 15-én írták alá az Alapítvány, illetve a BDPST Group képviselői.
A BDPST Group és a Bókay Gyermekklinikáért Közhasznú Alapítvány együttműködése több évre nyúlik vissza.
2022-ben a cégcsoport csatlakozott a Magyar Szállodák és Éttermek Szövetsége által indított kezdeményezéshez, amely a Magyarországra érkező menekültek elszállásolását és ellátását támogatja a hazai hotelek ez irányú felajánlásainak összegyűjtésével és koordinálásával. Szállást, illetve ellátást biztosít a cégcsoport az Ukrajnából menekülők számára vidéki és fővárosi helyszíneken.
A BDPST Group stratégiai együttműködést kötött a Magyar Ökumenikus Segélyszervezettel. Ennek keretében egy olyan komplex beruházás teljes körű megvalósításával és finanszírozásával támogatja a szervezetet, amely által szintet léphet a Kastélyosdombón közel egy évtizede sikeresen működő modellprogramjuk. Az együttműködés keretében a BDPST Group vállalta Kastélyosdombón egy térségfejlesztési központ létrehozását az ottani magtár lepusztult épületének és környezetének teljes körű felújításával, finanszírozva és megvalósítva a 200 millió forintos beruházást.

## Megnyilatkozások
Tiborcz és felesége, Orbán Ráhel nagyjából 2022-től kezdve igyekeznek magukat egyfajta üzleti „self-made imidzs” építéssel legitim és független üzleti szereplőnek beállítani az internetes közösségi felületeken, illetve különböző, jellemzően kormányközeli sajtótermékekben, de külföldi luxusmagazinokban is reklámozták üzleti, főleg turisztikai érdekeltségeiket. Orbán elsősorban turisztikai és márkaépítési kérdésekben nyilvánult meg, mint a férje cégének, a BDPST Konceptnek ügyvezetője és kreatív igazgatója. Tiborcz inkább a LinkedIn felületein kommunikált, ahol a neje és más NER-üzletember is jelen van; Tiborcz ezen a platformon kritizálta Magyar Pétert is, miután az Tiborcz vagyonosodását bírálta a fentebb is idézett adókedvezményeket biztosító jogszabály miatt. Ezen kívül adott olyan interjút is, amiről utólag derült ki, hogy jelzés nélküli fizetett promóció volt. Máskor pedig azt állította, hogy egyszerűen azért előítéletesek vele szemben, mert a miniszterelnök veje.
2025 februárjában mutatták be a Direkt36.hu filmjét A Dinasztia címmel, amely az Orbán-család, benne Tiborcz István üzleti érdekeltségeit és gazdagodását járta körül. Ezzel kapcsolatban utóbb Tiborcz is megszólalt, aki a filmet „politikai célzatú lejárató kampánynak” tartotta. Szóba került az Elios által elnyert állami projektek kérdése és hogy ezek nélkül elindul volna e a karrierje, amire azt válaszolta, hogy „az én karrierem már az Elios-ügy előtt is elindult.”

## Konfliktusok személye körül

### Elios-ügy
2018-ban az OLAF javasolta a magyar ügyészségnek, hogy indítsanak vizsgálatot, mert kartell és közbeszerzési csalás gyanúja merült fel az általa vezetett, majd később egy ideig általa tulajdonolt Elios Zrt. 2010 utáni tevékenységében. Az Elios Zrt. számos közbeszerzést megnyert, amelyek magyar települések közvilágításának LED technológiával való felújítására vonatkoztak. A munkát el is végezték, azonban az OLAF kiderítette, hogy a cég sok esetben 
- indokolhatatlanul korán jutott hozzá a pályázatok feltételeihez,
- összejátszott versenytársaival (egy esetben konkrétan megállapítható volt, hogy ugyanazon a számítógépen készítették el az Elios pályázatát, mint a versenytársaiét),
- üzleti kapcsolatban állt a pályázatot felügyelő, elvileg független szakértőkkel,
- illetve olyan termékeket szerelt be, amelyek technikailag nem feleltek meg a pályázati kiírásnak (100 ezer órás üzemidő). A Zrt. által szállított, 60 000 üzemórásra becsült lámpákat utólag minősítették át, hogy megfeleljenek az elvárásnak.[54]

Mindezek miatt kilátásba helyezték, hogy az ezen pályázatokra elnyert EU-s támogatást az országnak vissza kellhet fizetnie, illetve átcsoportosítania más pályázatokra.
Az ügyészség az OLAF jelentése nyomán el is indította a nyomozást, azonban Polt Péter legfőbb ügyész kijelentette, „komoly nyomozás” zajlott, ami igazolta, hogy nem történt bűncselekmény. Az ügyészségi nyomozással egy időben parlamenti képviselők is elkezdték kivizsgálni az ügyet, azonban több városban megtagadták a kapcsolódó bizonyítékok átadását a képviselőknek.
A kormányzat ellentmondásosan válaszolt a vádakra: Lázár János miniszter először azt mondta, hogy mivel az OLAF által vizsgált időszak egy részében az Elios tulajdonosa nem Tiborcz István volt, hanem Simicska Lajos, ezért Simicskától fogják behajtani a kérdéses 12 milliárd forintot, azonban erre a hatályos magyar jogban nincs lehetőség. Az újságírók azonban azt is kiderítették, hogy Lázár János korábban úgy mutatta be a közvilágítási programot, mint amit ő és Tiborcz István együtt dolgoztak ki.
Az OLAF jelzése nyomán egyébként kiderült, hogy az ellenzéki Schiffer András már 2016-ban feljelentést tett az ügyben, amit a magyar ügyészség kivizsgált, majd ugyancsak vádemelés nélkül zárt le.
Tiborcz azt állította, hogy kérte az OLAF-ot, hogy hallgassák meg az ügyben, hogy elmondhassa a kifogásait a vizsgálattal kapcsolatban, viszont állítása szerint válaszra sem méltatták. A kormánypárti Origo alapján hasonló történt a Tungsram-Schréder Zrt-vel is, mely sajtónyilatkozatában megcáfolta az OLAF számos állítását az esetleges személyi összefonódásokról, többek között kiemelve azt is, hogy a LED-es technológia újszerűsége miatt nem volt lehetséges előrejelezni a pontos élettartam-kilátásokat, és emiatt volt lehetőség a későbbi módosításokra. Az index.hu alapján a Tungsram-Schréder azonban 64 millióval adta olcsóbban a lámpákat az Eliosnak, mint amennyiért a cég a versenytársának adta volna a Jászberény közvilágításának felújítására vonatkozó munkához.
2018 november 6-án a Nemzeti Nyomozó Iroda „bűncselekmény hiányában” megszüntette az ügyben indult nyomozást. .
Ugyanebben az időszakban Tiborcz a közbeszerzési botrányon kívül is gyakran szerepelt a hírekben, például a keszthelyi Helikon Hotel tulajdonjogát az ugyancsak a Tiborcz érdekeltségébe tartozó Pannon Tessera Hospitalis Zrt. szerezte meg.

### „Tiborcz-adó”
A 2019-es főpolgármesteri kampányában Karácsony Gergely ismertette az úgynevezett „Tiborcz-adó”nak nevezett javaslatát, amellyel az 500 000 000 forint feletti összértékű ingatlanokra vetne ki adót. Tiborcz István erre személyiségi jogi pert indított Karácsony Gergellyel szemben, mert szerinte nem közszereplő és emiatt nem köteles eltűrni, hogy adójavaslatot nevezzenek el róla.
A Fővárosi Ítélőtábla másodfokú jogerős ítéletében kimondta, hogy Karácsony Gergely főpolgármester jogsértést követett el, amikor választási kampányában Tiborcz István nevének jogosulatlan felhasználásával, a „Tiborcz-adó” kifejezést használta. A bíróság Budapest vezetőjét eltiltotta a további jogsértésektől és kötelezte a nyilvános bocsánatkérésre, valamint kártérítés megfizetésére.
2019 júliusában a 444.hu szerkesztőségébe érkezett Tiborcz István ügyvédi felszólítása, melyben azt követeli, hogy a „Karácsony kézbesítette Tiborcznak a Tiborcz-adó csekkjét” című cikket 8 napon belül töröljék a portáljukról, mert az szerinte alkalmas a becsületének, a jó hírnevének, az emberi méltóságához és a névviseléshez fűződő jogának megsértéséhez.

## Művei
- Hazának Használj! – Az Adria-Palota története (BDPST Ingatlanforgalmazó és Beruházó Zrt., 2021)[70] Zsigmond Gáborral közösen. 232 oldal. ISBN 978 615 011 504 7
- Dunán és tengeren – A magyar hajózás és palotája (BDPST Zrt., 2022)[71] Zsigmond Gáborral közösen. 287 oldal. ISBN 978 615 016 518 9
- Hotel Gellért. Történelmi vendégéjszakák (BDPST Zrt., 2023)[72] Zsigmond Gáborral közösen. 200 oldal. ISBN 978 615 01 91 34 8

## Megjegyzés
1. ↑  A nap 24 órájában, heti 7 nap.